# Tournoi de tennis de Cancún
Le tournoi de tennis de Cancún est un tournoi de tennis féminin du circuit professionnel WTA qui se joue sur dur en extérieur.
Il est créé en 2025 pour rejoindre les tournois classés en WTA 125.
La Colombienne Emiliana Arango remporte la première édition,.

## Palmarès

### Simple
| No | Date       | Nom et lieu du tournoi     | Catégorie | Dotation  | Surface    | Vainqueure      | Finaliste        | Score    |         |
| -- | ---------- | -------------------------- | --------- | --------- | ---------- | --------------- | ---------------- | -------- | ------- |
| 1  | 10-02-2025 | Cancún Tennis Open, Cancún | WTA 125   | 115 000 $ | Dur (ext.) | Emiliana Arango | Carson Branstine | 6–2, 6–1 | Tableau |

### Double
| No | Date       | Nom et lieu du tournoi    | Catégorie | Dotation  | Surface    | Vainqueures               | Finalistes                            | Score    |         |
| -- | ---------- | ------------------------- | --------- | --------- | ---------- | ------------------------- | ------------------------------------- | -------- | ------- |
| 1  | 10-02-2025 | Cancún Tennis Open Cancún | WTA 125   | 115 000 $ | Dur (ext.) | Maya Joint Taylah Preston | Aliona Bolsova Yvonne Cavallé Reimers | 6–4, 6–3 | Tableau |